# 沿海街道
沿海街道，是中华人民共和国辽宁省营口市老边区下辖的一个乡镇级行政单位。

## 行政区划
沿海街道下辖以下地区：
二道沟村、兰旗村、黄旗村、土城子村和三道沟村。